# Mars 5
Mars 5 (en ruso: Марс-5), también conocida como 3MS No.53S, fue una nave espacial soviética lanzada para explorar Marte. Una nave espacial 3MS lanzada como parte del programa Mars, entró con éxito en órbita alrededor de Marte en 1974. Sin embargo, fracasó unas semanas después.

## Astronave
La nave espacial Mars 5 llevaba una serie de instrumentos para estudiar Marte. Además de las cámaras, estaba equipado con un radiotelescopio, un radiómetro de infrarrojos, múltiples fotómetros, polarímetros, un magnetómetro, trampas de plasma, un analizador electrostático, un espectrómetro de rayos gamma y una radiosonda. Las tres cámaras eran una Vega de 52 mm, una Zulfar de 350 mm y una cámara panorámica.
Construida por Lavochkin, Mars 5 fue la segunda de dos naves espaciales 3MS lanzadas a Marte en 1973, después de Mars 4. También se lanzó un 3MS durante la ventana de lanzamiento de 1971 como Kosmos 419. Sin embargo, debido a un fallo en el lanzamiento, no pudo salir de la órbita terrestre. Además de los orbitadores, durante la ventana de 1973 se lanzaron dos misiones de aterrizaje de 3MP, Mars 6 y Mars 7.

## Lanzamiento
Mars 5 fue lanzado por un cohete portador Proton-K con una etapa superior Blok D, volando desde el sitio 81/24 del cosmódromo de Baikonur.  El lanzamiento se produjo a las 18:55:48 UTC del 25 de julio de 1973, y las tres primeras etapas colocaron la nave espacial y la etapa superior en una órbita terrestre baja de estacionamiento antes de que el Blok D disparara para impulsar a Mars 5 a una órbita heliocéntrica con destino a Marte.
La nave espacial realizó maniobras de corrección de rumbo el 3 de agosto de 1973 y el 2 de febrero de 1974.

## Órbita de marte
La sonda llegó a Marte el 12 de febrero de 1974. A las 14:44:25 los motores de la nave espacial se encendieron para comenzar su combustión de inserción en órbita, lo que la colocó con éxito en una órbita areocéntrica con un periapsis de 1760 kilómetros (1093,6 mi), un apoapsis de 32 586 kilómetros (20 248,1 mi) y 35,3 grados de inclinación.
El compartimiento presurizado de instrumentos de la nave espacial comenzó a tener fugas tan pronto como la nave entró en órbita alrededor de Marte, lo que los controladores creyeron que era el resultado de un impacto de micrometeorito durante la inserción orbital. Dejó de funcionar el 28 de febrero y devolvió 180 marcos fotográficos, 43 de los cuales eran de calidad utilizable. La vida útil prevista original de la sonda en la órbita de Marte era de tres meses. El espectrómetro de rayos gamma de la sonda midió el contenido de uranio, torio y potasio de la superficie sobre la que pasó la sonda y descubrió que eran similares a las rocas ígneas de la Tierra. Las proporciones exactas de los elementos variaban con la edad de la superficie. El radiómetro infrarrojo de Mars 5 informó una temperatura superficial diurna de entre −44 y −2 grados Celsius (−47,2 y 28,4 °F). Las temperaturas nocturnas se midieron a −73 grados Celsius (−99,4 °F).
La sonda también realizó varias observaciones de la atmósfera de Marte. Encontró una capa de ozono a una altitud de 30 kilómetros (18,6 mi) y nubes observadas.